# ميخيل بارتمان
ميخيل بارتمان (بالهولندية: Michiel Bartman)‏ هو مدرب تجديف هولندي، ولد في 19 مايو 1967 في Badhoevedorp ‏ في هولندا.

## وصلات خارجية
- ميخيل بارتمان على موقع الاتحاد الدولي للتجديف (الإنجليزية)
- ميخيل بارتمان على موقع اللجنة الأولمبية الدولية (الإنجليزية)
- ميخيل بارتمان على موقع أوليمبيديا (الإنجليزية)